# Veronica wormskjoldii
Veronica wormskjoldii är en grobladsväxtart som beskrevs av Roemer och Schultes. Veronica wormskjoldii ingår i släktet veronikor, och familjen grobladsväxter.

## Underarter
Arten delas in i följande underarter:
- V. w. longistyla
- V. w. stelleri

## Bildgalleri

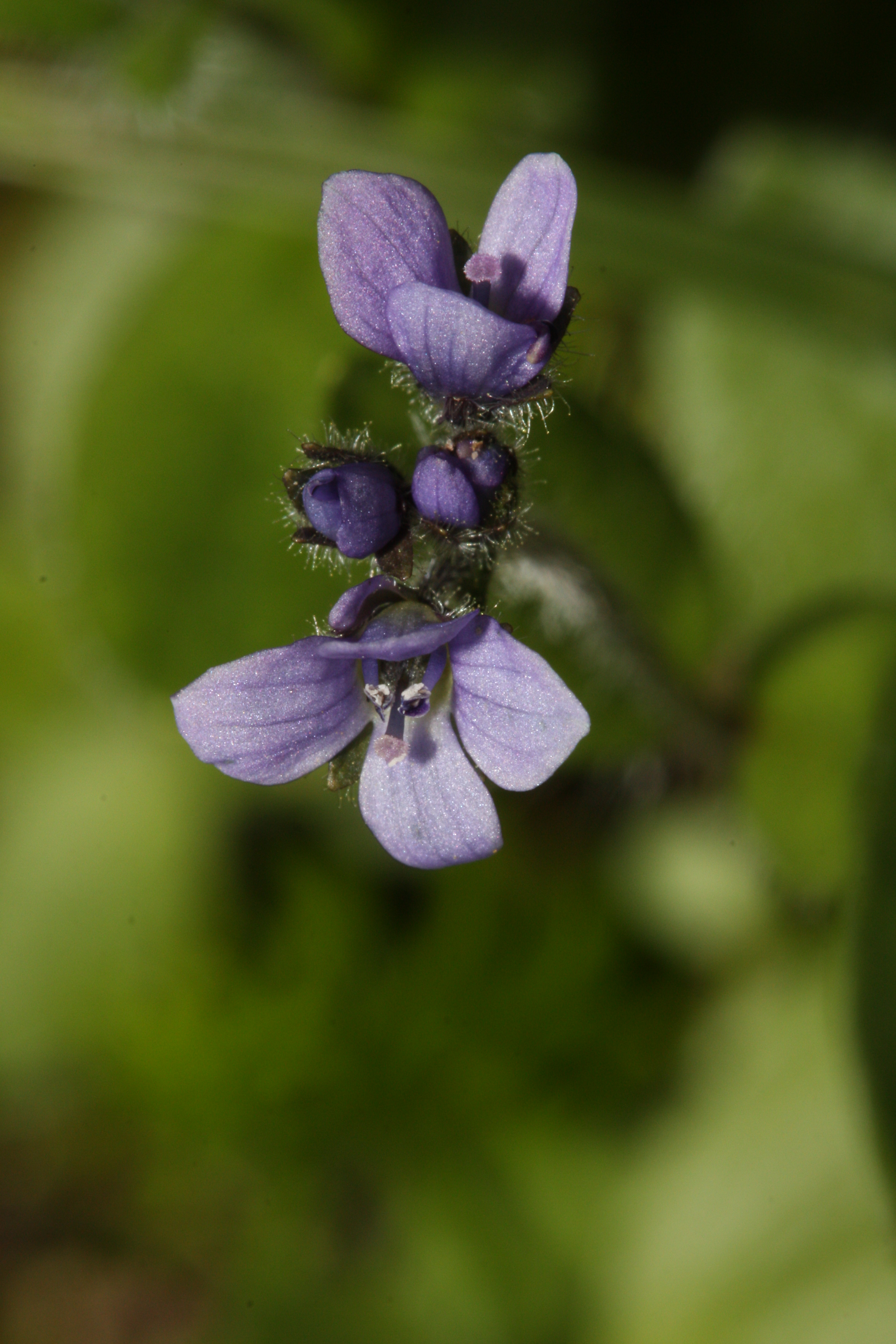